# Rodì Milici
Rodì Milici (Rudì Milici in siciliano) è un comune italiano di 1 952 abitanti, situato nella città metropolitana di Messina in Sicilia.
È un comune sparso costituito dai due nuclei urbani di Rodì (sede comunale)  e Milici  e dalle piccole frazioni di Pietre Rosse e Case Bruciate.
Fu istituito col nome di Rodì nel 1923 con scorporo di territorio da Castroreale ma fu poi soppresso nel 1927; infine venne ricostituito nel 1947. Nel 1948 è mutata la denominazione.

## Geografia fisica

### Territorio
Il territorio di Rodì Milici, interamente collinare, ricade nella valle del torrente Patrì (o Termini) che, al contempo, ne segna il confine naturale e amministrativo (lato est) con Castroreale. La cittadina è adagiata sull'estremità occidentale dei monti Peloritani in prossimità della contigua catena montuosa dei Nebrodi.
Ad ovest Rodì Milici è delimitata da un altro corso d'acqua, il torrente Mazzarà.

## Storia

### Simboli
Lo stemma e il gonfalone sono stati concessi con decreto del presidente della Repubblica dell'11 aprile 1951.
Il gonfalone è un drappo partito d'azzurro e di rosso.

## Monumenti e luoghi d'interesse

### Architetture religiose
- Chiesa dei Santi Rocco e Biagio
- Chiesa di San Filippo
- Chiesa dell'Immacolata
- Chiesa di San Bartolomeo [5]
- Chiesa di San Giovanni
- XIII secolo, Palazzo dell'Ordine dei Gerosolimitani o dei Cavalieri di Malta o Priorale, in origine appartenente all'Ordine di Malta (Sovrano militare ordine ospedaliero di San Giovanni di Gerusalemme detto di Rodi, detto di Malta), attuale sede del Museo del Sovrano militare ordine di Malta con reperti e testimonianze.

### Architetture civili
- ?, Fontanile abbeveratoio di Milici, il manufatto reca le insegne dell'Ordine di Malta.

### Siti archeologici
- Resti di Longane
- Necropoli di Longane
- Fattoria romana
- Necropoli greca di Mustaca
- Santuario di Pirgo
- Cupola rosata

## Società

### Evoluzione demografica

Distribuzione del gruppo siciliano

Abitanti censiti

### Lingue e dialetti
Oltre alla lingua ufficiale italiana, a Rodì Milici si parla la lingua siciliana nella sua variante messinese. La ricchezza di influenze del siciliano, appartenente alla famiglia delle lingue romanze e classificato nel gruppo meridionale estremo, deriva dalla posizione geografica dell'isola, la cui centralità nel mar Mediterraneo ne ha fatto terra di conquista di numerosi popoli gravitanti nell'area mediterranea.

## Infrastrutture e trasporti

### Strade
Rodì Milici si trova lungo la SP93 di Rodì Milici, tra il km 2 ed il km 4. Il territorio di Rodì Milici è attraversato anche dalla SP97B Fontanelle.

### Mobilità urbana
I trasporti interurbani di Rodì Milici vengono svolti con autoservizi di linea gestiti da AST.

## Amministrazione
Di seguito è presentata una tabella relativa alle amministrazioni che si sono succedute in questo comune.
| Periodo          | Periodo          | Primo cittadino        | Partito                     | Carica          | Note  |
| ---------------- | ---------------- | ---------------------- | --------------------------- | --------------- | ----- |
| 30 dicembre 1987 | 29 maggio 1990   | Carmelo Torre          | Democrazia Cristiana        | Sindaco         | [ 9 ] |
| 29 maggio 1990   | 11 ottobre 1991  | Rosario Zanghì         | Partito Socialista Italiano | Sindaco         | [ 9 ] |
| 11 ottobre 1991  | 8 giugno 1993    | Antonino Pianelli      |                             | Comm. regionale | [ 9 ] |
| 8 giugno 1993    | 1º dicembre 1997 | Stefano Feminò         | Democrazia Cristiana        | Sindaco         | [ 9 ] |
| 1º dicembre 1997 | 28 maggio 2002   | Carmelo Santo Aliberti | lista civica                | Sindaco         | [ 9 ] |
| 28 maggio 2002   | 15 maggio 2007   | Carmelo Santo Aliberti | lista civica                | Sindaco         | [ 9 ] |
| 15 maggio 2007   | 8 maggio 2012    | Filippo Carmelo Torre  | lista civica                | Sindaco         | [ 9 ] |
| 8 maggio 2012    | 8 luglio 2015    | Filippo Carmelo Torre  |                             | Sindaco         | [ 9 ] |
| 5 giugno 2017    | in carica        | Eugenio Aliberti       | lista civica                | Sindaco         | [ 9 ] |

### Altre informazioni amministrative
Il comune di Rodì Milici fa parte della regione agraria n.9 (Colline litoranee di Milazzo).